# Français-philosophie
Pour des articles plus généraux, voir Enseignement de la littérature française et Enseignement de la philosophie (en).
L'enseignement de français et de philosophie, couramment appelé français-philosophie, est l'une des matières au programme de la filière scientifique des classes préparatoires aux grandes écoles (CPGE), dans le système éducatif français. Elle est obligatoire, aussi bien en première qu'en deuxième année. Elle constitue, avec les langues vivantes (LV1, obligatoire, et LV2, optionnelle), l'enseignement littéraire de cette filière.

## Horaires
Les horaires alloués à cette matière sont les suivants : 2 heures de cours par semaine, (soit un total de 112 heures sur les deux années de classe préparatoire) et une colle de 30 minutes par trimestre. Le nombre de devoirs surveillés par trimestre varie fortement selon les professeurs, de un à deux jusqu'à une dizaine.
Malgré un faible volume horaire par rapport aux matières scientifiques, cette discipline a des coefficients élevés aux concours d'entrée dans les grandes écoles,,, permettant ainsi aux candidats de se distinguer,.

## Organisation
Il existe une Union des professeurs enseignant les disciplines littéraires dans les classes préparatoires scientifiques (UPLS),, membre de la Conférence des classes préparatoires aux grandes écoles.

## Enseignement
Cette matière tient autant de la philosophie, telle qu'étudiée en terminale pour l'épreuve du baccalauréat, que de la littérature française, telle qu'étudiée pendant le second cycle pour les épreuves anticipées du baccalauréat. C'est pour cette raison qu'on parle généralement de français-philosophie,.
On peut diviser l'enseignement du cours de français-philosophie en deux parties.

### Méthodes
Les méthodes sont principalement étudiées en première année.
- Écrit : il s'agit d'apprendre ou de perfectionner les techniques utiles pour les différentes épreuves de littérature française aux concours : dissertation, contraction, réponse à des questions.
  - Concours de l'École polytechnique : dissertation de 4 h.
  - Concours commun Mines-Ponts : dissertation de 3 h.
  - Concours Centrale-Supélec : 4 h pour effectuer la contraction d'un texte de 1 500 mots environ en 200 mots (plus ou moins 10 %) et une dissertation (avec un maximum de 1 200 mots) dont le sujet est un extrait du texte.
  - Concours commun des instituts nationaux polytechniques et Concours e3a (épreuve mutualisée depuis 2020[8]) : 4 h pour effectuer la contraction d'un texte et rédiger une dissertation.
- Oral (voir colles) :
  - Concours de l'École polytechnique
  - Concours commun Mines-Ponts

### Étude des œuvres
Chaque année, un arrêté du ministère de l'Enseignement supérieur choisit un « thème » et trois œuvres (la plupart du temps deux littéraires et une philosophique) s'y rapportant. L'étude de ce thème au travers des trois œuvres doit permettre à l'élève de comparer les œuvres et disserter sur les sujets des concours ayant un rapport avec le thème de l'année (ou extrêmement rarement à celui de l'année précédente, puisque deux thèmes ont été abordés durant le cursus en CPGE). Ce programme s'applique aussi partiellement aux classes préparatoires Adaptation technicien supérieur (ATS).
Ce système a commencé avec les concours de 1990. Auparavant, de 1961, à 1989, il y avait quatre thèmes, illustrés chacun par une œuvre, et selon les concours étaient au programme les quatre œuvres et thèmes, ou seulement un thème, ou aucun.
Les thèmes et œuvres au programme ont été successivement,, :
|           | Thème                           |                                       | Auteur                                              | Œuvre                                                                                         | Éd. prescrite        | Traducteur            |
| --------- | ------------------------------- | ------------------------------------- | --------------------------------------------------- | --------------------------------------------------------------------------------------------- | -------------------- | --------------------- |
| 1961 1962 |                                 | [ A 1 ]                               | André Malraux                                       | La Condition humaine                                                                          | Gallimard, NRF       |                       |
| 1961 1962 |                                 | [ A 1 ]                               | Honoré de Balzac                                    | Le Lys dans la vallée                                                                         | Garnier              |                       |
| 1962 1963 | Le comique                      | [ A 2 ]                               | Henri Bergson                                       | Le Rire                                                                                       | PUF                  |                       |
| 1962 1963 | L'adolescence                   | [ A 2 ]                               | Arthur Rimbaud                                      | Poésies, p. 35–123                                                                            | Hachette, Flambeau   |                       |
| 1963 1964 | Le métier                       | [ A 3 ]                               | Roger Martin du Gard                                | Les Thibault (La Consultation, La Mort du père)                                               | Gallimard            |                       |
| 1963 1964 | La découverte de la vie         | [ A 3 ]                               | Jean-Jacques Rousseau                               | Les Confessions, livres I à V                                                                 | Hachette, Flambeau   |                       |
| 1964 1965 | La guerre                       | [ A 3 ]                               | Léon Tolstoï                                        | Guerre et Paix, 1re partie                                                                    | Gallimard, Pléiade   | Henri Mongault (d)    |
| 1964 1965 | Révolution et tradition         | [ A 3 ]                               | Paul Claudel                                        | L'Otage                                                                                       | Gallimard            |                       |
| 1965 1966 | L'âme et la nature              | [ A 4 ]                               | Paul Valéry                                         | Charmes, p. 31–100                                                                            | Larousse, Classiques |                       |
| 1965 1966 | L'affirmation de soi            | [ A 4 ]                               | Denis Diderot                                       | Le Neveu de Rameau                                                                            | Garnier              |                       |
| 1966 1967 | Le souvenir                     | [ A 4 ]                               | Marcel Proust                                       | Du côté de chez Swann                                                                         | Gallimard            |                       |
| 1966 1967 | L'engagement                    | [ A 4 ]                               | Ernest Hemingway                                    | Pour qui sonne le glas                                                                        | Gallimard            | Denise Van Moppès (d) |
| 1967 1968 |                                 | [ A 5 ]                               | Charles Baudelaire                                  | Les Fleurs du mal                                                                             |                      |                       |
| 1967 1968 |                                 | [ A 5 ]                               | Alexis de Tocqueville                               | De la démocratie en Amérique                                                                  | 10/18                |                       |
| 1968 1969 |                                 | [ A 5 ]                               | Stendhal                                            | La Chartreuse de Parme                                                                        |                      |                       |
| 1968 1969 |                                 | [ A 5 ]                               | Bertolt Brecht                                      | Mère Courage et ses enfants (Théâtre complet, tome II)                                        | L'Arche              |                       |
| 1969 1970 | Poésie et illusion              | [ A 6 ]                               | Guillaume Apollinaire                               | Alcools                                                                                       | Gallimard            |                       |
| 1969 1970 | Nature et société               | [ A 6 ]                               | Jean-Jacques Rousseau                               | Discours sur l'origine et les fondements de l'inégalité parmi les hommes et Du contrat social | 10/18                |                       |
| 1970 1971 | La communication avec autrui    | [ A 7 ]                               | Albert Camus                                        | L'Étranger                                                                                    | Le Livre de poche    |                       |
| 1970 1971 | Opinion et vérité               | [ A 7 ]                               | Luigi Pirandello                                    | À chacun sa vérité (Théâtre complet, tome 1)                                                  | Gallimard            |                       |
| 1970 1971 |                                 | [ A 7 ]                               | Paul Verlaine                                       | Sagesse                                                                                       | Le Livre de poche    |                       |
| 1970 1971 |                                 | [ A 7 ]                               | François-René de Chateaubriand                      | Mémoires d'outre-tombe (livres XXII à XXIV, tome 2)                                           | Le Livre de poche    |                       |
| 1971 1972 | La liberté humaine et le destin | [ A 8 ]                               | André Malraux                                       | L'Espoir                                                                                      | Le Livre de poche    |                       |
| 1971 1972 | Justice et fatalité             | [ A 8 ]                               | Eschyle                                             | La Trilogie (Agamemnon, Les Choéphores, Les Euménides)                                        | Le Livre de poche    | Paul Mazon            |
| 1972 1973 | La vie et le rêve               | [ A 8 ] [ A 9 ]                       | Gérard de Nerval                                    | Sylvie et Aurélia                                                                             | Le Livre de poche    |                       |
| 1972 1973 | Le civilisé et le sauvage       | [ A 8 ] [ A 9 ]                       | Michel de Montaigne                                 | Essais, livre I, chap. 31 « Des Cannibales », et livre III, chap. 6 « Des Coches »            | Le Livre de poche    |                       |
| 1972 1973 | Le civilisé et le sauvage       | [ A 8 ] [ A 9 ]                       | Denis Diderot                                       | Supplément au Voyage de Bougainville                                                          | Le Livre de poche    |                       |
| 1973 1974 | Passion et destruction          | [ A 9 ]                               | Honoré de Balzac                                    | La Cousine Bette                                                                              | Folio, 138           |                       |
| 1973 1974 | La fin d'une société            | [ A 9 ]                               | Anton Tchekhov                                      | Oncle Vania et La Cerisaie                                                                    | EFR                  | Elsa Triolet          |
| 1974 1975 | Autorité et liberté             | [ A 10 ]                              | Jean-Jacques Rousseau                               | Du contrat social                                                                             |                      |                       |
| 1974 1975 | Le merveilleux et le quotidien  | [ A 10 ]                              | André Breton                                        | Nadja                                                                                         |                      |                       |
| 1975 1976 | L'action politique              | [ A 10 ]                              | Alfred de Musset                                    | Lorenzaccio                                                                                   |                      |                       |
| 1975 1976 | Le bien et le mal               | [ A 10 ]                              | Fiodor Dostoïevski                                  | L'Idiot                                                                                       |                      |                       |
| 1976 1977 | La poésie et la vie moderne     |                                       | Charles Baudelaire                                  | Le Spleen de Paris                                                                            |                      |                       |
| 1976 1977 | Raison et expérience            | Jean Le Rond d'Alembert               | Discours préliminaire de l'Encyclopédie             |                                                                                               |                      |                       |
| 1977 1978 | La recherche du bonheur         |                                       | Stendhal                                            | Lucien Leuwen                                                                                 |                      |                       |
| 1977 1978 | La loi                          | Sophocle                              | Antigone                                            |                                                                                               |                      |                       |
| 1978 1979 | La certitude et la preuve       |                                       | Blaise Pascal                                       | Pensées                                                                                       |                      |                       |
| 1978 1979 | Le souvenir                     | Louis Aragon                          | Le Roman inachevé                                   |                                                                                               |                      |                       |
| 1979 1980 | Le pessimisme                   |                                       | Guy de Maupassant                                   | Une vie                                                                                       |                      |                       |
| 1979 1980 | L'honneur                       | William Shakespeare                   | Jules César                                         |                                                                                               |                      |                       |
| 1980 1981 | Le moi et le monde              |                                       | Jules Supervielle                                   | Les Amis inconnus                                                                             |                      |                       |
| 1980 1981 | L'ironie                        | Michel de Montaigne                   | Essais, livre III, chap. 8 « De l'art de conférer » |                                                                                               |                      |                       |
| 1981 1982 | La fuite du temps               |                                       | Dino Buzzati                                        | Le Désert des Tartares                                                                        |                      |                       |
| 1981 1982 | Le défi                         | Molière                               | Dom Juan                                            |                                                                                               |                      |                       |
| 1982 1983 | La vie et la mort               |                                       | Victor Hugo                                         | Les Contemplations, livres IV et V                                                            |                      |                       |
| 1982 1983 | L'optimisme                     | Voltaire                              | Candide                                             |                                                                                               |                      |                       |
| 1983 1984 | La passion                      |                                       | Jean Racine                                         | Phèdre                                                                                        |                      |                       |
| 1983 1984 | La croyance au destin           | Jean Giono                            | Le Moulin de Pologne                                |                                                                                               |                      |                       |
| 1984 1985 | Misère et beauté                |                                       | Charles Baudelaire                                  | Les Fleurs du mal, 1re partie Spleen et Idéal                                                 |                      |                       |
| 1984 1985 | L'existence                     | Franz Kafka                           | Le Château                                          |                                                                                               |                      |                       |
| 1985 1986 | Égalité et liberté              |                                       | Alexis de Tocqueville                               | De la démocratie en Amérique                                                                  |                      |                       |
| 1985 1986 | L'ordre social                  | Pierre-Augustin Caron de Beaumarchais | Le Mariage de Figaro                                |                                                                                               |                      |                       |
| 1986 1987 | La nostalgie                    |                                       | Saint-John Perse                                    | Éloges                                                                                        |                      |                       |
| 1986 1987 | La beauté                       | Yukio Mishima                         | Le Pavillon d'or                                    |                                                                                               |                      |                       |
| 1987 1988 | La nature et la loi             |                                       | Montesquieu                                         | De l'esprit des lois                                                                          |                      |                       |
| 1987 1988 | L'être et le paraître           | Marivaux                              | Les Fausses Confidences                             |                                                                                               |                      |                       |
| 1988 1989 | Mythe et récit                  |                                       | Jorge Luis Borges                                   | Fictions                                                                                      |                      |                       |
| 1988 1989 | Les mots et les choses          | Francis Ponge                         | Pièces                                              |                                                                                               |                      |                       |

| Années           | Années    | Thème                       | Auteur                             | Œuvre | Éd. prescrite                        | Traducteur                             |
| ---------------- | --------- | --------------------------- | ---------------------------------- | --- | ------------------------------------ | -------------------------------------- |
|                  | 1990 1991 | L'Histoire,                 | Nicolas de Condorcet               | Esquisse d'un tableau historique des progrès de l'esprit humain                                                                     |                                      |                                        |
| Gustave Flaubert | 1990 1991 | L'Histoire,                 | L'Éducation sentimentale           | |                                      |                                        |
| Jean Giraudoux   | 1990 1991 | L'Histoire,                 | La guerre de Troie n'aura pas lieu | |                                      |                                        |
| 1991 1992        | 1990 1991 | L'Hymne à l'Univers,        | Lucrèce                            | De la nature |                                      |                                        |
| 1991 1992        | 1990 1991 | L'Hymne à l'Univers,        | Goethe                             | Le second Faust |                                      |                                        |
| 1991 1992        | 1990 1991 | L'Hymne à l'Univers,        | Colette                            | Les Vrilles de la vigne et Sido |                                      |                                        |
| 1991 1992        | 1992 1993 | La passion amoureuse,       | Joseph Bédier                      | Le roman de Tristan et Iseut |                                      |                                        |
| 1991 1992        | 1992 1993 | La passion amoureuse,       | William Shakespeare                | Roméo et Juliette |                                      |                                        |
| 1991 1992        | 1992 1993 | La passion amoureuse,       | Pierre Choderlos de Laclos         | Les Liaisons dangereuses |                                      |                                        |
| 1993 1994        | 1992 1993 | L'autre et l'ailleurs,      | Homère                             | Odyssée |                                      | Philippe Jaccottet                     |
| 1993 1994        | 1992 1993 | L'autre et l'ailleurs,      | Henri Michaux                      | Un barbare en Asie |                                      |                                        |
| 1993 1994        | 1992 1993 | L'autre et l'ailleurs,      | Claude Lévi-Strauss                | Tristes Tropiques |                                      |                                        |
| 1993 1994        | 1994 1995 | L'œuvre d'art,              | Honoré de Balzac                   | Le Chef-d'œuvre inconnu |                                      |                                        |
| 1993 1994        | 1994 1995 | L'œuvre d'art,              | Rainer Maria Rilke                 | Lettres à un jeune poète |                                      |                                        |
| 1993 1994        | 1994 1995 | L'œuvre d'art,              | Marcel Proust                      | À l'ombre des jeunes filles en fleurs                                                                                               |                                      |                                        |
| 1995 1996        | 1994 1995 | Figures du pouvoir          | Platon                             | Gorgias |                                      | Monique Canto                          |
| 1995 1996        | 1994 1995 | Figures du pouvoir          | Jean Racine                        | Britannicus |                                      |                                        |
| 1995 1996        | 1994 1995 | Figures du pouvoir          | Émile Zola                         | La Fortune des Rougon |                                      |                                        |
| 1995 1996        | 1996 1997 | La ville                    | Émile Verhaeren                    | Les Villes tentaculaires |                                      |                                        |
| 1995 1996        | 1996 1997 | La ville                    | Bertolt Brecht                     | Dans la jungle des villes |                                      |                                        |
| 1995 1996        | 1996 1997 | La ville                    | Michel Butor                       | L'Emploi du temps |                                      |                                        |
| 1997 1998        | 1996 1997 | L'écriture de soi           | Jean-Jacques Rousseau              | Les Confessions, livres I à IV |                                      |                                        |
| 1997 1998        | 1996 1997 | L'écriture de soi           | Jean-Paul Sartre                   | Les Mots |                                      |                                        |
| 1997 1998        | 1996 1997 | L'écriture de soi           | Marguerite Yourcenar               | Mémoires d'Hadrien |                                      |                                        |
| 1997 1998        | 1998 1999 | Humain et inhumain          | Mary Shelley                       | Frankenstein ou le Prométhée moderne                                                                                                | GF                                   | Germain d'Hangest                      |
| 1997 1998        | 1998 1999 | Humain et inhumain          | Georges Perec                      | W ou le Souvenir d'enfance |                                      |                                        |
| 1997 1998        | 1998 1999 | Humain et inhumain          | Sénèque                            | Médée | Imprimerie nationale                 | Florence Dupont                        |
| 1999 2000        | 1998 1999 | Expériences du présent      | Albert Camus                       | Noces |                                      |                                        |
| 1999 2000        | 1998 1999 | Expériences du présent      | Jean Giono                         | Les Grands Chemins |                                      |                                        |
| 1999 2000        | 1998 1999 | Expériences du présent      | Henri Bergson                      | La Pensée et le Mouvant, chap. V « La perception du changement » (2e conférence)                                                    |                                      |                                        |
| 1999 2000        | 2000 2001 | Savoir et ignorer           | Platon                             | Ménon | GF                                   | Monique Canto                          |
| 1999 2000        | 2000 2001 | Savoir et ignorer           | Gustave Flaubert                   | Bouvard et Pécuchet |                                      |                                        |
| 1999 2000        | 2000 2001 | Savoir et ignorer           | Bertolt Brecht                     | La Vie de Galilée | L'Arche, Brecht-Poche                | Éloi Recoing                           |
| 2001 2002        | 2000 2001 | L'héroïsme                  | Homère                             | L'Iliade, chants 11 à 24 | Folio, 700                           | Paul Mazon                             |
| 2001 2002        | 2000 2001 | L'héroïsme                  | William Shakespeare                | Henri V | Folio théâtre, 59                    |                                        |
| 2001 2002        | 2000 2001 | L'héroïsme                  | Stendhal                           | La Chartreuse de Parme |                                      |                                        |
| 2001 2002        | 2002 2003 | L'amitié                    | Aristote                           | Éthique à Nicomaque | Vrin                                 | Jules Tricot                           |
| 2001 2002        | 2002 2003 | L'amitié                    | André Gide                         | Les Faux-monnayeurs |                                      |                                        |
| 2001 2002        | 2002 2003 | L'amitié                    | Samuel Beckett                     | En attendant Godot |                                      |                                        |
| 2003 2004        | 2002 2003 | La paix                     | Aristophane                        | La Paix | Folio                                | Victor-Henry Debidour                  |
| 2003 2004        | 2002 2003 | La paix                     | Victor Hugo                        | Quatrevingt-treize |                                      |                                        |
| 2003 2004        | 2002 2003 | La paix                     | Emmanuel Kant                      | Projet de paix perpétuelle | Vrin                                 | Jean Gibelin                           |
| 2003 2004        | 2004 2005 | Mesure et démesure          | Platon                             | Gorgias | GF                                   | Monique Canto-Sperber                  |
| 2003 2004        | 2004 2005 | Mesure et démesure          | François Rabelais                  | Gargantua | Livre de poche, Bibl. classique, 701 |                                        |
| 2003 2004        | 2004 2005 | Mesure et démesure          | Molière                            | Dom Juan |                                      |                                        |
| 2005 2006        | 2004 2005 | L'animal et l'homme         | Étienne Bonnot de Condillac        | Traité des animaux | Vrin, poche                          |                                        |
| 2005 2006        | 2004 2005 | L'animal et l'homme         | Jean de La Fontaine                | Fables, livres VII à XI |                                      |                                        |
| 2005 2006        | 2004 2005 | L'animal et l'homme         | Franz Kafka                        | La Métamorphose | GF                                   | Bernard Lortholary                     |
| 2005 2006        | 2006 2007 | La recherche du bonheur     | J. M. G. Le Clézio                 | Le Chercheur d'or |                                      |                                        |
| 2005 2006        | 2006 2007 | La recherche du bonheur     | Sénèque                            | De la vie heureuse et De la brièveté de la vie                                                                                      | Arléa                                | François Rosso                         |
| 2005 2006        | 2006 2007 | La recherche du bonheur     | Anton Tchekhov                     | Oncle Vania | Babel, 104                           | André Markowicz Françoise Morvan       |
| 2007 2008        | 2006 2007 | Puissances de l'imagination | Miguel de Cervantes                | Don Quichotte, chap. I à XXXII | Points                               | Aline Schulman                         |
| 2007 2008        | 2006 2007 | Puissances de l'imagination | Marcel Proust                      | Un amour de Swann |                                      |                                        |
| 2007 2008        | 2006 2007 | Puissances de l'imagination | Nicolas Malebranche                | De la recherche de la vérité, livre II, parties II et III                                                                           |                                      |                                        |
| 2007 2008        | 2008 2009 | Penser l'Histoire           | François-René de Chateaubriand     | Mémoires d'outre-tombe, livres IX à XII                                                                                             |                                      |                                        |
| 2007 2008        | 2008 2009 | Penser l'Histoire           | Karl Marx                          | Le 18 Brumaire de Louis Bonaparte                                                                                                   | Folio histoire                       | Maximilien Rubel                       |
| 2007 2008        | 2008 2009 | Penser l'Histoire           | Pierre Corneille                   | Horace |                                      |                                        |
| 2009 2010        | 2008 2009 | Les énigmes du moi          | Michel Leiris                      | L'Âge d'homme |                                      |                                        |
| 2009 2010        | 2008 2009 | Les énigmes du moi          | Saint Augustin                     | Confessions, livre X | Folio classique                      | Robert Arnauld d'Andilly               |
| 2009 2010        | 2008 2009 | Les énigmes du moi          | Alfred de Musset                   | Lorenzaccio |                                      |                                        |
| 2009 2010        | 2010 2011 | L'argent                    | Georg Simmel                       | Philosophie de l'argent, partie analytique, chap. III, sec. 1 et 2                                                                  | Quadrige                             | Sabine Cornille Philippe Ivernel       |
| 2009 2010        | 2010 2011 | L'argent                    | Émile Zola                         | L'Argent |                                      |                                        |
| 2009 2010        | 2010 2011 | L'argent                    | Molière                            | L'Avare |                                      |                                        |
| 2011 2012        | 2010 2011 | Le mal                      | Jean-Jacques Rousseau              | La Profession de foi du vicaire savoyard, extrait d'Émile ou De l'éducation, livre IV                                               |                                      |                                        |
| 2011 2012        | 2010 2011 | Le mal                      | William Shakespeare                | Macbeth | GF                                   | Pierre Jean Jouve                      |
| 2011 2012        | 2010 2011 | Le mal                      | Jean Giono                         | Les Âmes fortes |                                      |                                        |
| 2011 2012        | 2012 2013 | La justice                  | Blaise Pascal                      | Pensées et Trois discours sur la condition des grands, texte établi par Louis Lafuma.                                               |                                      |                                        |
| 2011 2012        | 2012 2013 | La justice                  | Eschyle                            | Les Choéphores et Les Euménides, extraits de L'Orestie                                                                              | GF                                   | Daniel Loayza                          |
| 2011 2012        | 2012 2013 | La justice                  | John Steinbeck                     | Les Raisins de la colère | Folio                                | Marcel Duhamel Maurice-Edgar Coindreau |
| 2013 2014        | 2012 2013 | La parole                   | Platon                             | Phèdre | Livre de poche                       | Létitia Mouze                          |
| 2013 2014        | 2012 2013 | La parole                   | Marivaux                           | Les Fausses Confidences |                                      |                                        |
| 2013 2014        | 2012 2013 | La parole                   | Paul Verlaine                      | Romances sans paroles |                                      |                                        |
| 2013 2014        | 2014 2015 | Le temps vécu               | Virginia Woolf                     | Mrs Dalloway | Folio classique                      | Marie-Claire Pasquier                  |
| 2013 2014        | 2014 2015 | Le temps vécu               | Gérard de Nerval                   | Sylvie |                                      |                                        |
| 2013 2014        | 2014 2015 | Le temps vécu               | Henri Bergson                      | Essai sur les données immédiates de la conscience, chap. II « De la multiplicité des états de conscience. L'idée de durée »         |                                      |                                        |
| 2015 2016        | 2014 2015 | La guerre                   | Eschyle                            | Les Perses | GF                                   | Danielle Sonnier                       |
| 2015 2016        | 2014 2015 | La guerre                   | Henri Barbusse                     | Le Feu |                                      |                                        |
| 2015 2016        | 2014 2015 | La guerre                   | Carl von Clausewitz                | De la guerre, livre 1 « Sur la nature de la guerre »                                                                                | Rivages Poche                        | Nicolas Waquet                         |
| 2015 2016        | 2016 2017 | Le monde des passions       | Honoré de Balzac                   | La Cousine Bette |                                      |                                        |
| 2015 2016        | 2016 2017 | Le monde des passions       | Jean Racine                        | Andromaque |                                      |                                        |
| 2015 2016        | 2016 2017 | Le monde des passions       | David Hume                         | Dissertation sur les passions (en)                                                                                                  | GF                                   | Jean-Pierre Cléro                      |
| 2017 2018        | 2016 2017 | Servitude et soumission     | Étienne de La Boétie               | Discours de la servitude volontaire                                                                                                 |                                      |                                        |
| 2017 2018        | 2016 2017 | Servitude et soumission     | Montesquieu                        | Lettres persanes |                                      |                                        |
| 2017 2018        | 2016 2017 | Servitude et soumission     | Henrik Ibsen                       | Une maison de poupée | Babel, 1400                          | Éloi Recoing                           |
| 2017 2018        | 2018 2019 | L'aventure                  | Vladimir Jankélévitch              | L'Aventure, l'Ennui, le Sérieux, chap. 1                                                                                            | GF                                   |                                        |
| 2017 2018        | 2018 2019 | L'aventure                  | Homère                             | Odyssée | La Découverte, Poche                 | Philippe Jaccottet                     |
| 2017 2018        | 2018 2019 | L'aventure                  | Joseph Conrad                      | Au cœur des ténèbres | GF                                   | Jean-Jacques Mayoux                    |
| 2019 2020        | 2018 2019 | L'amour                     | Platon                             | Le Banquet | GF                                   | Luc Brisson                            |
| 2019 2020        | 2018 2019 | L'amour                     | William Shakespeare                | Le Songe d'une nuit d'été | Folio théâtre                        | Jean-Michel Déprats                    |
| 2019 2020        | 2018 2019 | L'amour                     | Stendhal                           | La Chartreuse de Parme |                                      |                                        |
| 2019 2020        | 2020 2021 | La démocratie               | Aristophane                        | Les Cavaliers et L'Assemblée des femmes                                                                                             | GF                                   | Marc-Jean Alfonsi                      |
| 2019 2020        | 2020 2021 | La démocratie               | Alexis de Tocqueville              | De la démocratie en Amérique, 2e partie, livre 4                                                                                    |                                      |                                        |
| 2019 2020        | 2020 2021 | La démocratie               | Philip Roth                        | Le Complot contre l'Amérique | Folio                                | Josée Kamoun                           |
| 2021 2022        | 2020 2021 | La force de vivre           | Svetlana Alexievitch               | La Supplication | J'ai lu, 5408                        | Galia Ackerman Pierre Lorrain          |
| 2021 2022        | 2020 2021 | La force de vivre           | Victor Hugo                        | Les Contemplations, livres IV (Pauca meæ) et V (En marche)                                                                          |                                      |                                        |
| 2021 2022        | 2020 2021 | La force de vivre           | Friedrich Nietzsche                | Le Gai Savoir, préface à la 2de édition et livre IV                                                                                 | GF, 1619                             | Patrick Wotling                        |
| 2021 2022        | 2022 2023 | L'enfance                   | Jean-Jacques Rousseau              | Émile ou De l'éducation, livres I et II                                                                                             |                                      |                                        |
| 2021 2022        | 2022 2023 | L'enfance                   | Hans Christian Andersen            | Contes | Livre de poche, 16113                | Marc Auchet                            |
| 2021 2022        | 2022 2023 | L'enfance                   | Wole Soyinka                       | Aké, les années d'enfance | GF, 1634                             | Étienne Galle                          |
| 2023 2024        | 2022 2023 | Le travail                  | Virgile                            | Géorgiques | GF, 1644                             | Maurice Rat                            |
| 2023 2024        | 2022 2023 | Le travail                  | Simone Weil                        | La Condition ouvrière | Folio, Essais, 409                   |                                        |
| 2023 2024        | 2022 2023 | Le travail                  | Michel Vinaver                     | Par-dessus bord, version hyper-brève                                                                                                | Babel, 1823                          |                                        |
| 2023 2024        | 2024 2025 | Faire croire                | Pierre Choderlos de Laclos         | Les Liaisons dangereuses |                                      |                                        |
| 2023 2024        | 2024 2025 | Faire croire                | Alfred de Musset                   | Lorenzaccio |                                      |                                        |
| 2023 2024        | 2024 2025 | Faire croire                | Hannah Arendt                      | Du mensonge à la violence, chap. « Du mensonge en politique », et La Crise de la culture, chap. VII « Vérité et politique »         |                                      |                                        |
| 2025 2026        | 2024 2025 | La communauté et l'individu | Eschyle                            | Les Suppliantes et Les Sept contre Thèbes                                                                                           |                                      | Paul Mazon                             |
| 2025 2026        | 2024 2025 | La communauté et l'individu | Baruch Spinoza                     | Traité théologico-politique, préface et chap. XVI à XX                                                                              |                                      | Charles Appuhn                         |
| 2025 2026        | 2024 2025 | La communauté et l'individu | Edith Wharton                      | Le Temps de l'innocence |                                      | Madeleine Saint-René Taillandier       |
| 2025 2026        | 2026 2027 | Expériences de la nature    | Georges Canguilhem                 | La Connaissance de la vie, introduction : « La pensée et le vivant », I. « Méthode », III. « Philosophie » – chap. II, III, IV et V |                                      |                                        |
| 2025 2026        | 2026 2027 | Expériences de la nature    | Jules Verne                        | Vingt Mille Lieues sous les mers |                                      |                                        |
| 2025 2026        | 2026 2027 | Expériences de la nature    | Marlen Haushofer                   | Le Mur invisible |                                      | Liselotte Bodo Jacqueline Chambon      |